# Ephedra coryi
{{#ifeq:0|0|{{#if:|{{#if:Ephedracoryi|[[]}}|}}}}
Ephedra coryi — вид голонасінних рослин класу гнетоподібних.

## Поширення, екологія
Країни проживання: Сполучені Штати Америки (Нью-Мексико, Техас). Росте на висотах від 500 м до 2300 м. Кореневищний чагарник знайдений на піщаних ґрунтах, дюнах, преріях, напівпосушливих районах або скелястих пагорбах. Зростає серед місцевих трав і дубових чагарників. Шишки є з березня по квітень.

## Використання
Стебла більшості членів цього роду містять алкалоїд ефедрин і відіграють важливу роль в лікуванні астми та багатьох інших скарг дихальної системи.

## Загрози та охорона
Серйозних загроз не відомо в даний час. Принаймні один зразок є в ботанічному саду. Не відомо чи є в мережі охоронних територій.